# Rozsdáshasú bülbül
A rozsdáshasú bülbül (Alophoixus ochraceus) a madarak osztályának verébalakúak (Passeriformes) rendjébe, ezen belül a bülbülfélék (Pycnonotidae) családjába tartozó faj.

## Rendszerezése
A fajt Frederic Moore brit entomológus írta le 1830-ban, a Criniger nembe Criniger ochraceus néven.

## Alfajok
- Alophoixus ochraceus ochraceus (F. Moore, 1854) – délnyugat-Thaiföld, dél-Mianmar;
- Alophoixus ochraceus cabanisi (A. Müller, 1882) – dél-Thaiföld, Malajzia félszigeti részének középső területei;
- Alophoixus ochraceus sacculatus (Robinson, 1915) – Malajzia félszigeti részének déli területei, Szingapúr;
- Alophoixus ochraceus cambodianus (Delacour & Jabouille, 1928) – délkelet-Thaiföld, délnyugat-Kambodzsa;
- Alophoixus ochraceus hallae (Deignan, 1956) – dél-Vietnám;
- Alophoixus ochraceus sumatranus (R. G. W. Ramsay, 1882) – nyugat-Szumátra;
- Alophoixus ochraceus fowleri (Amadon & Harrisson, 1957) – észak-Borneó;
- Alophoixus ochraceus ruficrissus (Sharpe, 1879) – északkelet-Borneó.

Ochraceous_bulbul_(Alophoixus_ochraceus).jpg

## Előfordulása
Délkelet-Ázsiában, Indonézia, Kambodzsa, Malajzia, Mianmar, Thaiföld és Vietnám területén honos. Természetes élőhelyei a szubtrópusi vagy trópusi síkvidéki és hegyi erdők, valamint szántóföldek, vidéki kertek és városi környezet. Állandó, nem vonuló faj.

## Megjelenése
Testhossza 22 centiméter, testtömege 35-46 gramm.
|  |

## Életmódja
Gyümölcsökkel és rovarokkal táplálkozik. Februártól júniusig költ.

## Természetvédelmi helyzete
Az elterjedési területe rendkívül nagy, egyedszáma pedig stabil. A Természetvédelmi Világszövetség Vörös listáján nem fenyegetett fajként szerepel.